# Jean Jules Sepp Mvondo
Jean Jules Sepp Mvondo (Yaundé, Camerún, 23 de abril de 1998), conocido como Jean Jules, es un futbolista camerunés. Juega de centrocampista en el Aris Salónica F. C. de la Superliga de Grecia.

## Trayectoria
Formado en la cantera del Rayo Vallecano, llegó a jugar en su filial. En julio de 2018 reforzó al Albacete Balompié para jugar en Segunda División.
En enero de 2019 fue cedido al UCAM Murcia Club de Fútbol hasta el final de la temporada 2018-19.
En la temporada 2020-21 disputó 11 encuentros con el conjunto manchego, así como el primer partido en la Primera División RFEF del siguiente curso. El 1 de septiembre de 2021 fue cedido al Górnik Zabrze de la Ekstraklasa durante una temporada. Al final de la misma fue adquirido en propiedad por el equipo polaco, donde estuvo un año más antes de marcharse al Aris Salónica F. C. en julio de 2023.

## Clubes
| Club                       | País    | Año       |
| -------------------------- | ------- | --------- |
| Rayo Vallecano "B"         | España  | 2016-2018 |
| Albacete Balompié          | España  | 2018-2022 |
| UCAM Murcia C. F. (cedido) | España  | 2019      |
| Górnik Zabrze (cedido)     | Polonia | 2021-2022 |
| Górnik Zabrze              | Polonia | 2022-2023 |
| Aris Salónica F. C.        | Grecia  | 2023-     |